# Promise (album của Sade)
Promise là album phòng thu thứ hai của ban nhạc người Anh Sade, phát hành tại Vương quốc Anh vào ngày 4 tháng 11 năm 1985 bởi Epic Records và tại Hoa Kỳ vào ngày 15 tháng 11 năm 1985 bởi Portrait Records. Đây cũng là album đầu tiên của ban nhạc mà không có sự tham gia của tay trống sáng lập Paul Anthony Cooke, người rời đi vào năm 1984. Sau những thành công lớn về mặt chuyên môn lẫn thương mại của album đầu tay Diamond Life (1984), ban nhạc tiến hành quá trình thu âm album tại Vương quốc Anh và Pháp trong sáu tháng. Tất cả những thành viên của Sade đều tham gia đồng sáng tác tất cả bài hát, trong khi khâu sản xuất được đảm nhiệm bởi những cộng tác viên từ đĩa nhạc trước như Robin Millar, Mike Pela và Ben Rogan. Tiêu đề của Promise được dựa trên một lá thư từ cha của giọng ca chính Sade Adu, trong đó ông đề cập đến "lời hứa và hy vọng" phục hồi sau căn bệnh ung thư.
Đĩa nhạc là một bản thu âm soul, jazz kết hợp với những âm hưởng từ pop với nội dung ca từ đề cập đến những chủ đề về tình yêu và những mối quan hệ tan vỡ, sự phản bội và hy vọng. Sau khi phát hành, album nhận được những phản ứng tích cực từ các nhà phê bình âm nhạc, trong đó họ đánh giá cao khâu sản xuất và việc phát huy những điểm mạnh từ tác phẩm trước của Sade. Promise còn nhận được một đề cử giải Grammy cho Trình diễn giọng R&B xuất sắc nhất của bộ đôi hoặc nhóm nhạc, và giúp ban nhạc chiến thắng hạng mục Nghệ sĩ mới xuất sắc nhất tại lễ trao giải thường niên lần thứ 28. Đĩa nhạc cũng gặt hái những thành công lớn về mặt thương mại khi thống trị các bảng xếp hạng tại Hà Lan, Phần Lan, Ý, Thụy Sĩ và Vương quốc Anh, cũng như lọt vào top 10 ở tất cả những quốc gia còn lại, bao gồm vươn đến top 5 ở nhiều thị trướng lớn như Canada, Pháp, Đức và Thụy Điển.
Album trải qua hai tuần liên tiếp ở vị trí số một trên bảng xếp hạng Billboard 200, đánh dấu album quán quân đầu tiên trong sự nghiệp của Sade tại Hoa Kỳ và sau đó được chứng nhận bốn đĩa Bạch kim bởi Hiệp hội Công nghiệp Ghi âm Hoa Kỳ (RIAA). Ba đĩa đơn đã được phát hành từ Promise, trong đó đĩa đơn mở đường "The Sweetest Taboo" lọt vào top 20 ở nhiều quốc gia và đạt vị trí thứ năm trên bảng xếp hạng Billboard Hot 100 tại Hoa Kỳ. Hai đĩa đơn còn lại "Is It a Crime?" và "Never as Good as the First Time" chỉ đạt được những thành tích tương đối. Để quảng bá album, ban nhạc trình diễn trên một số chương trình truyền hình và lễ hội âm nhạc, đồng thời Adu cũng là nghệ sĩ gốc Phi duy nhất trình diễn tại buổi hòa nhạc từ thiện Live Aid tại Sân vận động Wembley. Ngoài ra, họ còn tiến hành chuyến lưu diễn Promise Tour (1985-86) với loạt đêm diễn khắp bốn châu lục.

## Danh sách bài hát
Tất cả lời bài hát được viết bởi Sade Adu, ngoại trừ "Punch Drunk".
| STT              | Nhan đề                           | Phổ nhạc                          | Sản xuất                    | Thời lượng |
| ---------------- | --------------------------------- | --------------------------------- | --------------------------- | ---------- |
| 1.               | "Is It a Crime?"                  | Adu Stuart Matthewman Andrew Hale | Robin Millar                | 6:20       |
| 2.               | "The Sweetest Taboo"              | Adu Martin Ditcham                | Millar                      | 4:37       |
| 3.               | "War of the Hearts"               | Adu Matthewman                    | Millar                      | 6:47       |
| 4.               | "You're Not the Man"              | Adu Matthewman                    | Millar Ben Rogan Sade       | 5:10       |
| 5.               | "Jezebel"                         | Adu Matthewman                    | Millar                      | 5:29       |
| 6.               | "Mr Wrong"                        | Adu Matthewman Paul Denman Hale   | Millar                      | 2:51       |
| 7.               | "Punch Drunk"                     | Hale                              | Millar                      | 5:25       |
| 8.               | "Never as Good as the First Time" | Adu Matthewman                    | Millar Rogan Mike Pela Sade | 5:00       |
| 9.               | "Fear"                            | Adu Matthewman                    | Millar                      | 4:09       |
| 10.              | "Tar Baby"                        | Adu Matthewman                    | Millar                      | 3:58       |
| 11.              | "Maureen"                         | Adu Hale Denman                   | Rogan Sade                  | 4:20       |
| Tổng thời lượng: | Tổng thời lượng:                  | Tổng thời lượng:                  | Tổng thời lượng:            | 54:10      |

Ghi chú
- "You're Not the Man" và "Punch Drunk" không có trong phiên bản LP của album.

## Xếp hạng
| Bảng xếp hạng (1985–1986)                | Vị trí cao nhất |
| ---------------------------------------- | --------------- |
| Album Argentina (CAPIF)                  | 2               |
| Album Úc (Kent Music Report)             | 9               |
| Album Áo (Ö3 Austria)                    | 6               |
| Canada Top Albums/CDs (RPM)              | 3               |
| Album Hà Lan (Album Top 100)             | 1               |
| Album Châu Âu (Music & Media)            | 1               |
| Album Phần Lan (Suomen virallinen lista) | 1               |
| Album Pháp (IFOP)                        | 3               |
| Album Đức (Offizielle Top 100)           | 2               |
| Album Ý (Musica e dischi)                | 1               |
| Album New Zealand (RMNZ)                 | 3               |
| Album Na Uy (VG-lista)                   | 6               |
| Album Thụy Điển (Sverigetopplistan)      | 4               |
| Album Thụy Sĩ (Schweizer Hitparade)      | 1               |
| Album Anh Quốc (OCC)                     | 1               |
| Album Hoa Kỳ Billboard 200               | 1               |
| Album Hoa Kỳ Top Jazz (Billboard)        | 4               |
| Album Hoa Kỳ Top R&B/Hip-Hop (Billboard) | 1               |

| Bảng xếp hạng (1985)                      | Vị trí |
| ----------------------------------------- | ------ |
| Album Hà Lan (Album Top 100)              | 20     |
| Album Châu Âu (Music & Media)             | 4      |
| Album Na Uy Mùa thu (VG-lista)            | 12     |
| Album Anh Quốc (Gallup)                   | 17     |
| Bảng xếp hạng (1986)                      | Vị trí |
| Album Úc (Kent Music Report)              | 18     |
| Album Áo (Ö3 Austria)                     | 20     |
| Album Canada (RPM)                        | 13     |
| Album Hà Lan (Album Top 100)              | 9      |
| Album Châu Âu (Music & Media)             | 6      |
| Album Đức (Offizielle Top 100)            | 10     |
| Album Thụy Sĩ (Schweizer Hitparade)       | 13     |
| Album Anh Quốc (Gallup)                   | 76     |
| Hoa Kỳ Billboard 200                      | 8      |
| Hoa Kỳ Top Jazz Albums (Billboard)        | 10     |
| Hoa Kỳ Top R&B/Hip-Hop Albums (Billboard) | 3      |

## Chứng nhận
}
| Quốc gia                                                                           | Chứng nhận  | Số đơn vị/doanh số chứng nhận |
| ---------------------------------------------------------------------------------- | ----------- | ----------------------------- |
| Úc (ARIA)                                                                          | Bạch kim    | 70.000^                       |
| Bỉ (BEA)                                                                           | Bạch kim    | 75,000                        |
| Canada (Music Canada)                                                              | 2× Bạch kim | 200.000^                      |
| Phần Lan (Musiikkituottajat)                                                       | Bạch kim    | 58,935                        |
| Pháp (SNEP)                                                                        | 2× Bạch kim | 600.000*                      |
| Đức (BVMI)                                                                         | Bạch kim    | 570,000                       |
| Nhật Bản (RIAJ)                                                                    | —           | 200,000                       |
| New Zealand (RMNZ)                                                                 | Bạch kim    | 15.000^                       |
| Anh Quốc (BPI)                                                                     | 2× Bạch kim | 600.000^                      |
| Hoa Kỳ (RIAA)                                                                      | 4× Bạch kim | 4,500,000                     |
| Tổng hợp                                                                           |             |                               |
| Toàn cầu                                                                           | —           | 9,300,000                     |
| * Chứng nhận dựa theo doanh số tiêu thụ. ^ Chứng nhận dựa theo doanh số nhập hàng. |             |                               |